# Ли Су-јон
Ли Су-јон (Бусан, 22. мај 1984) или Су Јон Ли (енгл. Soo Yeon Lee) јужнокорејска је бивша стонотенисерка, манекенка, глумица и тренерица. Почела је да игра стони тенис у веома раном узрасту, а најбитније тренинге је имала код златне олимпијке Хјон Џон-хва у матичној земљи. Као дванаестогодишњакиња, забележила је шест победа на Корејском националном јуниорском првенству. Нашла се у промотивним кампањама за неколицину истакнутих брендова, укључујући Најки, Адидас, Кеј-Свис, Ред бул, Таргет, Плејбој. Постала је амбасадор бренда за Спин, ланац стонотениских ресторана и барова.

## Почеци и стони тенис
Рођена је у Бусану, југоисточној луци и другом највећем граду Јужне Кореје. Ли је овде почела да игра стони тенис, и то са навршених само девет година, а такмичила се већ шест месеци после тога. Своје прво Национално јуниорско првенство освојила је када је имала 12 година. Недуго потом Ли је напустила свој дом да би ишла на интензивне тренинге, које је у Корејском националном тренинг центру давала бивша светска првакиња (1973) Ли Елиса. Касније је тренирала под супервизијом олимпијске златне медалисткиње (1988) Хјон Џон-хва. Ли је освојила још пет Корејских националних јуниорских првенстава, после чега су уследиле три победе на корејским националним турнирима.
Ли се уписала на Корејски национални универзитет спорта, где ју је тренирала Ан Џе-хјон и где се придружила националном тиму. Године 2000, освојила је сребрну медаљу на Светском универзитетском првенству у Шангају. Студирајући на универзитету, Ли је стекла звања у спортској психологији и физичком образовању.
Године 2004, Ли одлучује да се пресели на Нови Зеланд како би научила енглески језик. Тамо је освојила Новозеландско првенство за жене (синглови) и стекла признање Новозеландске женске спортске личности године. Након године дана на Новом Зеланду, вратила се у Јужну Кореју.
Лијино следеће пресељење било је у Сједињене Америчке Државе године 2007, док је њена сестра студирала у Чикагу (Илиноис). Ли је отишла у Лос Анђелес (Калифорнија), где је уписала UCLA. Освојила је неколико турнира у САД, укључујући Ју-Ес опен (2007) и Килерспин инвитејшонал (2009).

## Моделовање
Ли су открили агенти за моделе у Лос Анђелесу убрзо по њеном доласку у овај град 2007. године, с тим да се професионално почела бавити манекенством две године после. Све до 2009. њена манекенска каријера није била интегрисана са њеним стонотениским вештинама. Ове године је присуствовала отварању првог тениског клуба Сузан Сарандон, Спин (енгл. SPiN) у Њујорк Ситију. После се појавила са Сарандоновом у Шоуу Џеја Леноа (енгл. The Jay Leno Show); од тада је званични амбасадор бренда Спин пошто се компанија проширила на друге локације. Ли је радила и за многе друге клијенте, укључујући Најки, Адидас, Кеј-Свис, Ред бул, Таргет, Плејбој, Мекдоналдс, Асикс...
Поред доприноса свету моде, Ли се такође бавила глумом — укључујући улоге у епизоди америчке серије Свита (енгл. Entourage) из 2010. и ријалитија Породица Кардашијан (енгл. Keeping Up with the Kardashians) из 2013, шведском филму Унакрсни ратови (енгл. Cross Wars) из 2017, те другим филмовима из 2015, 2016. и 2017. године.

## Тренирање
Ли је сертификована тренерица USATT. Поред конкурентних играча, тренирала је и много селебретија (Оливер Стоун, Џејми Фокс, Сузан Сарандон, као и Реџи Милер, Џон Стејмос и Кевин Дилон за Свиту).
Такође, унајмила ју је земља Грузија да развије програм с циљем подстицања омладине на укључивање у стони тенис.